# Digman!
A Digman! 2023-tól vetített amerikai 2D-s flash animációs szitkom, amelyet Neil Campbell és Andy Samberg alkotott.
Amerikában 2023. március 22-én, Magyarországon 2023. november 4-én mutatta be a Comedy Central.
2023. május 10-én berendelték a második évadot.

## Cselekmény
Olyan világban, ahol a régészek a hírességek. Egy nyugdíjas kalandor, Rip Digman és szakértői csapata a világ veszélyes részeire utazik, hogy legendás leletekre bukkanjanak, és rettenthetetlen kalandorokként öregbítsék hírnevüket.

## Szereplők

### Főszereplők
| Szereplő    | Eredeti hang   | Magyar hang           | Leírás                                                                                            |
| ----------- | -------------- | --------------------- | ------------------------------------------------------------------------------------------------- |
| Rip Digman  | Andy Samberg   | Kovács Lehel          | Kalandor, aki tizenkét év szünet után, felesége, Bella halála után visszatér a régészet világába. |
| Saltine     | Mitra Jouhari  | Kereki Anna           | Rip tanítványa és jelenlegi segéd régész.                                                         |
| Swooper     | Tim Robinson   | Kapácsy Miklós        | Rip pilótája.                                                                                     |
| Zane Troy   | Guz Khan       | Karácsonyi Zoltán     | Rip egykori asszisztense, jelenlegi riválisa és vezetője.                                         |
| Agatha      | Dale Soules    | Halász Aranka         | Rip titkárnője.                                                                                   |
| Bella       | Melissa Fumero | Sipos Eszter Anna     | Rip elhunyt felesége. Rip a Szent Grált keresi, hogy újraéleszthesse őt.                          |
| Quail Eegan | Tim Meadows    | Jakab Csaba (1. évad) | Milliárdos, aki a világ legnagyobb múzeumát vezeti.                                               |

### További szereplők
| Szereplő       | Eredeti hang          | Magyar hang       |
| -------------- | --------------------- | ----------------- |
| Roberto        | Jason Schwartzman     | Markovics Tamás   |
| Cale Caesar    | Joe Lo Truglio        | Bihal Roland      |
| Amelia Earhart | Jane Lynch            | Zsolnai Júlia     |
| Gustavia       | Cole Escola           | Bókai Mária       |
| Kurt           | Paul Rust             | Takátsy Péter     |
| Yedward        | Clancy Brown          | Fehérváry Márton  |
| Trisket        | Rachel Kaly           | Rigler Renáta     |
| Nigella        | Kirby Howell-Baptiste | Sipos Eszter Anna |

### Magyar változat
A szinkron a Comedy Central megbízásából a Labor Film szinkronstúdióban készült.
- Főcím: Kisfalusi Lehel
- Magyar szöveg: Laki Mihály
- Hangmérnök és vágó: Papp Zoltán István
- Gyártásvezető: Mészáros Szilvia
- Szinkronrendező: Berzsenyi Márta
- Produkciós vezető: Legény Judit
- További magyar hangok: Katona Zoltán, Molnár Levente

## Epizódok
| Sor. | Év. | Cím                                                         | Rendező          | Író                           | Premier                              |
| ---- | --- | ----------------------------------------------------------- | ---------------- | ----------------------------- | ------------------------------------ |
| 1.   | 1.  | Rip Digman és a Végzet Sisakja (Pilot)                      | Mike L. Mayfield | Neil Campbell és Andy Samberg | 2023. március 22. 2023. november 4.  |
| 2.   | 2.  | Te is fiam, Digman? (Et Tu)                                 | Mike L. Mayfield | Emily Altman                  | 2023. március 29. 2023. november 4.  |
| 3.   | 3.  | A húszparancsolat (Fear of GAWD)                            | Mike L. Mayfield | Hunter Toro                   | 2023. április 5. 2023. november 11.  |
| 4.   | 4.  | Az Arki-gála (The Arky Gala)                                | Mike L. Mayfield | Rachel Kaly                   | 2023. április 12. 2023. november 11. |
| 5.   | 5.  | Magassági mámor (The Mile High Club)                        | Mike L. Mayfield | Rekha Shankar                 | 2023. április 19. 2023. november 18. |
| 6.   | 6.  | Shakespeare elveszett szonettje (Shakespeare's Lost Sonnet) | Mike L. Mayfield | Tim Kalpakis                  | 2023. április 26. 2023. november 18. |
| 7.   | 7.  | Fellegváros lordja (The Puff People)                        | Mike L. Mayfield | Neil Campbell                 | 2023. május 3. 2023. november 25.    |
| 8.   | 8.  | A grál (The Grail)                                          | Mike L. Mayfield | Neil Campbell és Andy Samberg | 2023. május 10. 2023. november 25.   |

## A sorozat készítése
A Digman! társírója és társalkotója Andy Samberg és Neil Campbell, akik a Brooklyn 99 – Nemszázas körzet társproducerei voltak. A sorozat az első, amelyet Samberg írt és gyártott, aki egyben a főszereplő is.